# Крекінг-установка Лонгв'ю
Крекінг-установка Лонгв'ю — виробництво нафтохімічної промисловості у техаському місті Лонгв'ю. Знаходячись на північному сході штату, є єдиним (після закриття крекінг-установки в Одесі) серед аналогічних виробництв Техасу та Луїзіани, яке не розташоване у прибережній смузі Мексиканської затоки.
Починаючи з 1974 року на площадці Лонгв'ю ввели чотири установки парового крекінгу (піролізу) вуглеводнів, загальна потужність яких станом на середину 1990-х складала 675 тисяч тонн етилену на рік, а до середини наступного десятиліття була доведена до 781 тисячі тонн.
Особливістю підприємства у Лонгв'ю є його орієнтація на споживання пропану, на відміну від більшості інших подібних виробництв, де віддають перевагу етану (особливо після початку «сланцевої революції») та газовому бензину. У складі сировинної суміші крекінг-установки Лонгв'ю станом на середину 2010-х років на пропан припадає 67 %, крім того, використовують етан (25 %), бутан (7 %) та невеликі обсяги газового бензину (1 %).
В 2007-му власник виробництва компанія Eastman продала свої потужності з полімеризації етилену корпорації Westlake Chemical (володіє кількома власними піролізними виробництвами, зокрема в Сульфур на заході Луїзіани) та зупинила одну з чотирьох установок, а наступного року довелось законсервувати ще одну. На початку 2010-х останню повернули в експлуатацію, проте плани подальшого відновлення виробництва на повну потужність стикнулись з проблемою транспортування етилену через суперечку зі згаданою вище Westlake, яка з кінця 2000-х так само володіє етиленопроводом Лонгв'ю — Монт-Бельв'ю. Станом на 2018-й в Лонгв'ю знаходились у роботі крекінг-установки № 3, 3А та 4 потужністю 140, 140 та 360 тисяч тонн етилену на рік відповідно.